# 巴投

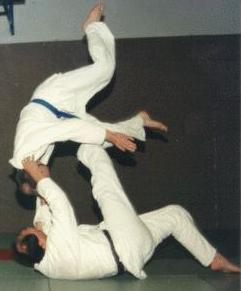
釣手側の足を使った巴投の実演

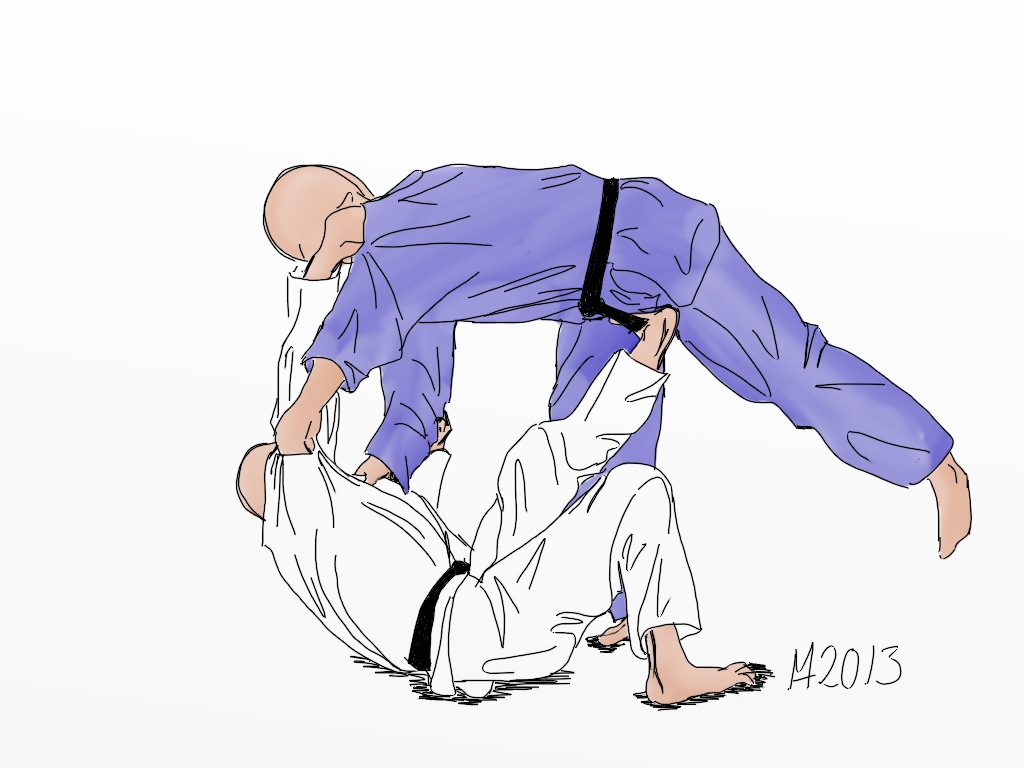
引手側の足を使った巴投のイラスト

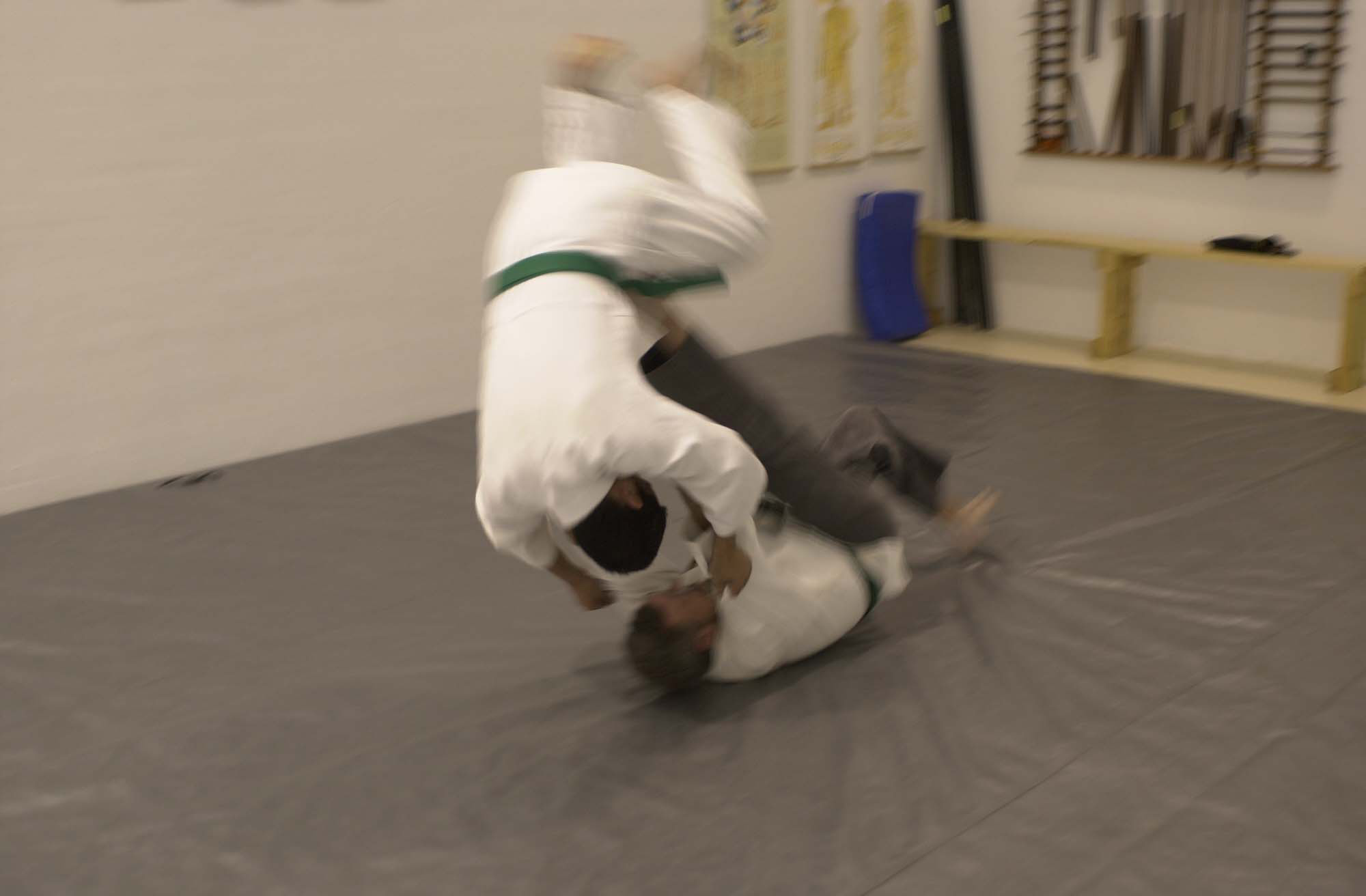
両襟を持った巴投の実演

「巴投」という名の由来である「二つ巴」

巴投（ともえなげ）は、柔道の真捨身技の一つ。講道館や国際柔道連盟 (IJF) での正式名。IJF略号TNG。旧称丸投（まんなげ）。別名車返し（くるまがえし）。

## 概要
基本形は相手を前に崩し、真後ろに身を捨てつつ、釣り手側の足裏を相手の腹部または、腿の付け根に当てて、押し上げるように真後ろに投げる技。体を丸めて転がる様に倒れこみ、足を相手の下腹部に当て、蹴り上げて頭越しに投げる。引き手側の足裏を当てる場合、両足を当てる場合もある。別名片足巴、捨身、蹴返。
形では、相手がこちらの押しに押し返してきた時に、真前に崩して投げる理合いを表している。もし、それをやりたければ、押す時に、相手の体が後ろに傾くぐらい追い込む事である。そうすると、相手は倒れまいと、脚を後ろに引いて押し返してくる。その時に、その力を利用し、巴投を掛けるとうまくかかる。
吉鷹幸春は、「前隅に崩す事で、相手は片足に体重が乗った状態になるため、この崩しが完璧なら、スピードが無くても簡単に投げる事が出来る。」と語っている。

## 変化

### 横巴投
横巴投（よこともえなげ）は体を真後ろではなく、横に捨てる巴投。 通常の巴投と比較して素早く寝技へと移行でき、足技で返されにくい。のちに試合で見られる巴投は横巴投のほうが主流になっている。右手を相手の左袖を持って引手にし右足で相手を蹴り上げる場合、相手を左前隅に崩し、右足を相手の左腰か左足の付け根にあてながら右に体を捨て、相手を側転させるように取の右に投げる。永井和恵がこの技を得意技としている。別名横巴（よこともえ）。

### 両足巴投
両足巴投（りょうあしともえなげ）は文字通り、相手の懐に潜り込んで、両足で跳ね飛ばして投げる巴投。別名両足巴（りょうあしともえ）、本巴（ほんともえ）、寝捨身。

### 巻巴
巻巴（まきともえ）は巴投の基本形で相手を投げた後、そのまま自らは後転し、相手についていって縦四方固となる巴投。

### 潜龍巴

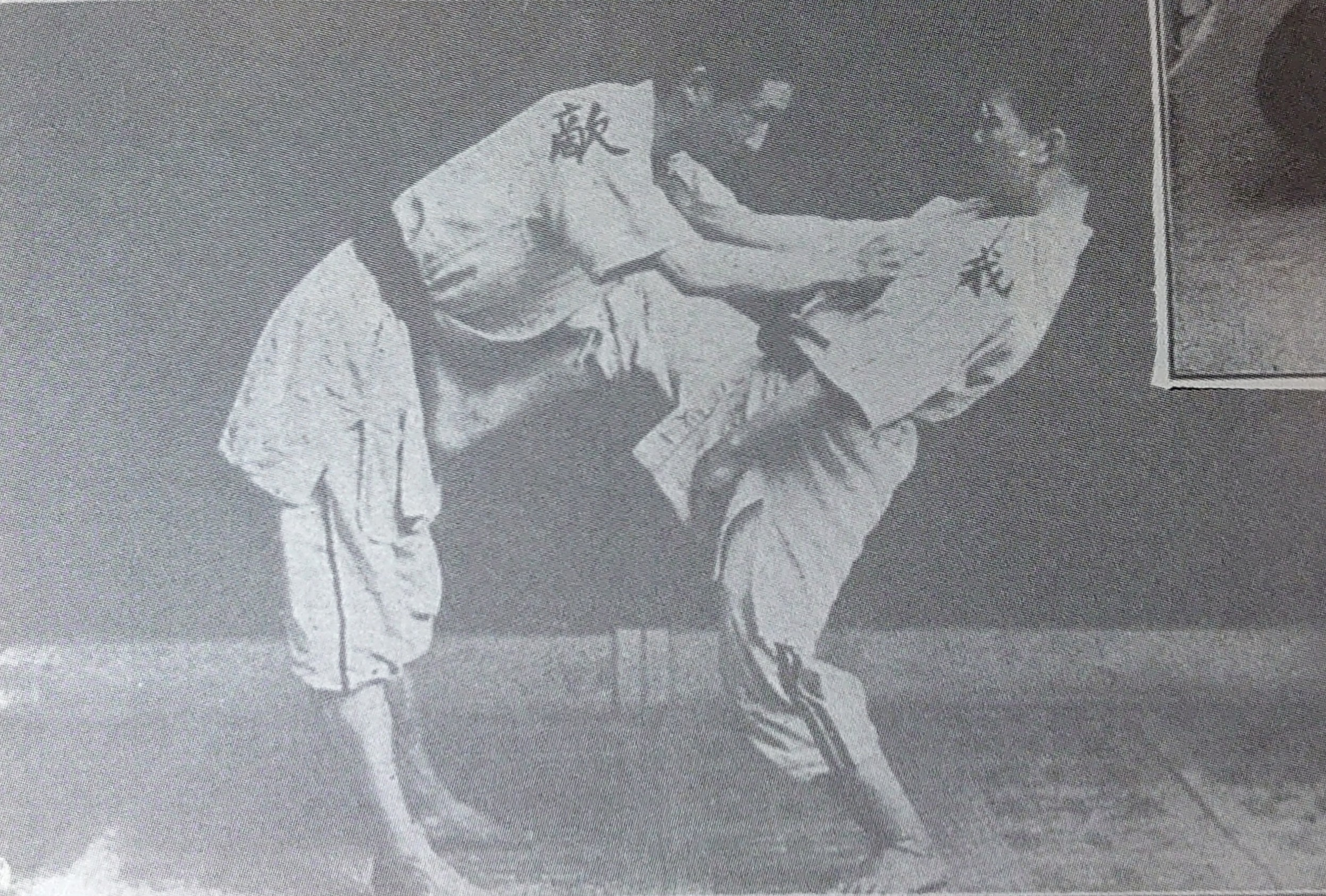
野口清が編み出した潜龍巴

潜龍巴（せんりゅうどもえ）は引き手を袖から放して釣り手側の足での巴投。右自然体から相手が左前隅に傾いたら左手を袖から放し、相手の左横襟を持った右手を引きつつ右足を上げて右側に仰向けに倒れ巴投にいく。神道六合流の野口清（野口潜龍軒）が考え出した技。

## 注意点
子供は適切な監督の下で練習することが望ましく、見よう見まねの技は危険が伴う。受け側は瞬間的に畳に手を付こうとしてしまうので、肘を脱臼する危険がある。また、受け側の顔面が相手の膝に直撃する場合もある。なお、巴投げは自ら体を後ろに倒すので、大内刈などで合わせられると殆ど万事休すになる。

## 巴十字
巴投から腕挫十字固への連絡技である。元々、巴投は腕挫十字固との相性が良く、一本にならなかった際に、連絡技として使われる事が多い。

## 歴史

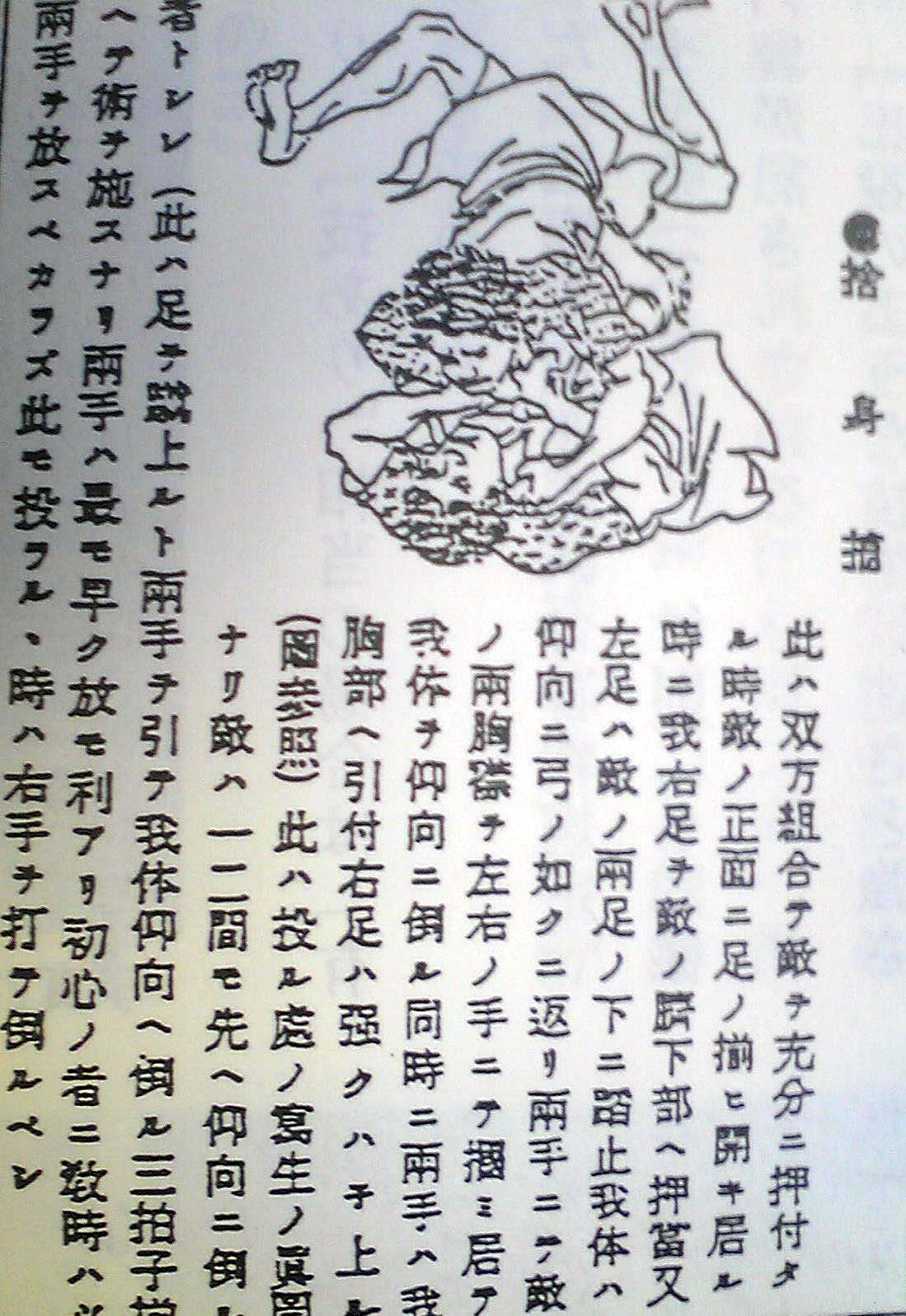
捨身捕

巴投の由来は、天神真楊流にある「安藤返」という技だとされているが、『死活自在・接骨療法柔術生理書』には巴投とよく似た「捨身捕」「立捨身補」といった技があり古くから存在したとされる。
流派や道場によって名称が一定していなかった。
起倒流や嘉納治五郎からは「丸投」と呼ばれていた。浮腰と並ぶ嘉納の得意技であり、「巴投」という技名は嘉納が「形が二つの巴に似ているから」との理由で名付けたとされる。
岡山に伝わっていた野田派の起倒流では「車返し」といわれていた。
渋川流、良移心当流、戸塚派楊心流を学んだ久冨鉄太郎は「踏反し」と呼んでおり、別名「車反」、「巴投」、「安藤捨身」とも言われていたと記している。
山形県（旧新庄藩）の汲心流では「はりま投げ」といわれていた。
明治、大正頃に活動していた神道六合流では正式名称を「巴投」、別名を「片足巴」、「捨身」、「蹴返」としていた。

## 類似技

### 柔道以外のスポーツ
プロレスにおいて「モンキーフリップ」と言う名前の巴投に類似した技が存在する。巴投げと異なる点は頭を掴みつつ倒れた時に両足で投げる点である。両足巴の変形である。
大相撲の決まり手としては、昭和32年3月場所3日目に十両取組において大龍が常ノ山を破った取組の決まり手が「巴投げ」として記録されている。

### フィクションにおける類似技

#### 地獄車
この技の初出は『柔道一直線』ではあるが厳密には投げ技ではなく巴投の投げる前の体勢で転がり、相手を気絶させる技である。「一回転した後に巴投をする」と言う投げ技としての地獄車の初出はゲーム『ストリートファイターII』のケンからである。

## 豆知識
- 『おネプ!』では原田泰造が若い女性に巴投げをする「祈願成就!出張ネプ投げ」というコーナーがあった[要出典]。
- 『機動戦士ガンダム 逆襲のシャア』では劇中、アムロ・レイがシャア・アズナブルに巴投げをするシーンがある[8]。
- JR西日本225系電車・JR西日本521系電車（3次車）・JR西日本227系電車・JR西日本323系電車・JR西日本キハ189系気動車・JR西日本87系気動車は運転台上部にクラッシャブルゾーンを設けることで正面衝突時の衝撃力を上部に逃がす「巴投げ方式」と呼ばれる衝撃吸収構造を採用している[9]。